# Васил Гарнизов
Васил Иванов Гарнизов е български антрополог и политолог. Почетен професор на Нов български университет от 2021 г.

## Биография

### Образование
Васил Гарнизов е роден на 1 септември 1958 г. в София. Завършва математическа паралелка на 7 ЕСПУ (1976) и „Българска филология“ в Софийския държавен университет (1978 – 83). След завършване на висшето си образование за кратко е учител в средно училище в Ябланица.
Доктор по филология към Института за фолклор при БАН с дисертация на тема „Смърт и погребение у българите“, защитена пред Специализирания научен съвет по литературознание на БАН през 1995 г.

### Научна кариера
Специалист и научен сътрудник II степен в Института за фолклор при БАН (1983 – 1984). Научен сътрудник I степен в секция „Теория на фолклора“ на Института за фолклор при БАН (2001 – 2003).
Извънреден доцент в Департамента по антропология в Нов български университет (2001 – 2003).
Специализира социална антропология в E.H.E.S.S. в Париж, Франция (1993), в програмата „Социално-антропологически методи в социалните науки“ в Института по социология при БАН (1994) и по темата „Новите информационни технологии в социалните науки“ в C.N.R.S. в Париж, Франция (1996).

### Административна кариера
Главен секретар в Министерство на регионалното развитие и благоустройството (1997). Генерален директор на Националния център по териториално развитие и жилищна политика (1997 – 1998). Ръководител на Централното координационно звено по Специалната подготвителна програма на Европейския съюз за подготовка на Република България за структурните фондове на ЕС (1997 – 2001). Заместник-министър на регионалното развитие и благоустройството (1998 – 2001). Парламентарен експерт по местно самоуправление, регионално развитие и благоустройство (2001 – 2005).

### Членства
- Съпредседател на Центъра за социални практики[4]
- Секретар на Дружеството за Нов български университет
- Член на Настоятелството на НБУ (от 2000 г.) и на Председателския съвет (от 2011 г.)[5]
- Зам.-председател на Асоциацията за антропология на Балканите
- Член на Международната асоциация по прагматика – Амстердам
- Член на Асоциацията на европеистите – Брюксел
- Член на Управителния комитет по местни и регионални власти на Съвета на Европа
- Член на междуведомствения Национален съвет по етнически и демографски въпроси към Министерски съвет
- Член и говорител на Програмния съвет на Българска национална телевизия заедно с Тончо Жечев, Вера Мутафчиева, Теди Москов и Владо Даверов (1996 – 1998)[6][7]

### Обществена дейност
През 2021 година участва в инициативния комитет за издигане на кандидатурата на Лозан Панов на президентските избори.

## Научни приноси
В дисертацията си на тема „Смърт и погребение у българите“ изследва темата за ужаса от смъртта във всекидневието. За целта извършва стотици интервюта за погребалните обичаи в повече от десет села в северозападна България. Първото от тези теренни проучвания е извършено през 1979 г.
Заедно с Петко Стайнов и Ангел Ангелов въвежда в научна употреба понятието за етнопрагматика – на международната конференция „Модели на значението“, провела се във Варна на 25 – 28 септември 1988 г.
Развива изследването на прагматиката на погребението.
В началото на 90-те години извършва теренни проучвания в Румъния.
В средата на 90-те години публикува изследване върху българските помаци, в което твърди, че те не са хомогенна група, а се делят на практика на три подгрупи. Подчертава, че идентичността на една група е зависима от групите, които я заобикалят.
Изследва културните съпротиви срещу политическите и икономическите промени в България след 1989 г.
През 1990-те години заедно с Асен Балакчиев създава първия професионален курс по антропология в България. След това е сред създателите на първите бакалавърски, магистърски и докторски програми по антропология в страната.
Създател на първия и единствен департамент по антропология в България. Инициатор и съосновател на Нов български университет заедно с Петко Стайнов и Димитър Дочев.
Въвежда в българското научно пространство антропологията на политическото по време на Прехода, а след това антропологията на икономическото и медицинската антропология. Съвместно с д-р Райничка Михайлова-Гарнизова са първите и единствени изследователи на здравния статус на емигрантите в България.
Изследва екологичните нагласи на населението и как културата допринася или вреди на околната среда.
Настоява за постоянна научна рефлексия и дискусия за методите на изследванията в антропологията.

## Фотографски изложби
- 2013 – Самостоятелна фотоизложба „Между антропологията и фотожурналистиката. Репортажи от Орлов мост“ – София
- 2013 – Участие в колективна фотоизложба „Светът видян през обектива на учените“ – Европейска нощ на учените, София
- 2013 – Участие в колективна фотоизложба „Експедиция на НБУ до Крит и Санторини“, София
- 2014 – Участие в колективна фотоизложба „Канон – снимка на годината, България 2013“ – с фотоесе от 12 снимки от Украйна
- 2014 – Самостоятелна фотоизложба с Людмил Христов „През граници“ – изложбена зала на Търговско-промишлената палата в София, ректорат на Тракийския университет в Одрин и галерия в Солун
- 2015 – Самостоятелна фотоизложба „Разнообразие без граници“ – Европейски парламент в Брюксел[20]
- 2015 – Участие в колективна фотоизложба „Светът, видян през обектива на учените“ – Европейска нощ на учените, София – с фотоесе на тема „Молитвата – езикът на Йерусалим“
- 2016 – Участие в колективно фотоизложба „Геометрия на голото тяло“ – София, събитие от програмата на Месец на фотографията, изложбена зала „Индустриална“
- 2017 – Самостоятелна фотоизложба „Един ден в ЦЕРН“ – София, НБУ
- 2018 – Участие в международна изложба „Море в Юзина – да запазим Корал 2018“, София, изложбена галерия Юзина – фотографии и видео-инсталация.
- 2018 – Участие в колективна фотоизложба „Преоткриване на наследства“ – София, Русе, Сливен, Габрово
- 2018 – Участие в тематична изложба „Черно и бяло“, Музей на НБУ
- 2018 – 60 години в 60 снимки: юбилейна фотоизложба на Васил Гарнизов, НБУ, декември 2018[21]
- 2019 – „Преоткриване на наследства“, съвместно с Людмил Христов, Етнографски музей, Пловдив: изложбата, с която започват събитията „Пловдив – европейска столица на културата“. Изложбата е показана в Русе и Сливен[22]
- 2019 – Участие в международна изложба „Да запазим Корал 2018“, Барселона, ArtHostel – фотографии и видео инсталация

## Отличия
През май 2019 г. Посланикът на Франция в България Ерик Льобедел удостоява доц. Васил Гарнизов със степента кавалер на Ордена на академичните палми.

## Личен живот
Женен е за доц. д-р Райничка Михайлова-Гарнизова, ръководител на Втора клиника по инфекциозни болести към Военномедицинска академия в София. Имат една дъщеря, Елица.